# El Oyameyo
El Oyameyo är en ort i Mexiko.   Den ligger i kommunen Tlalpan och delstaten Distrito Federal, i den sydöstra delen av landet, 27 km söder om huvudstaden Mexico City. El Oyameyo ligger 2 920 meter över havet och antalet invånare är 183.
Terrängen runt El Oyameyo är lite bergig. Runt El Oyameyo är det mycket tätbefolkat, med 2 431 invånare per kvadratkilometer. Närmaste större samhälle är Álvaro Obregón, 19,2 km norr om El Oyameyo. I omgivningarna runt El Oyameyo växer huvudsakligen savannskog.